# Du Yuming
Du Yuming (1903-1981) fue un general chino. Estudió en la Academia Militar de Whampoa y participó en la Expedición del Norte (1926-1928). Durante la Segunda Guerra Mundial, tomó parte en la fallida campaña de Birmania que dirigió el general estadounidense Joseph Stilwell en 1942. Estuvo al mando de los ejército nacionalistas de Chiang Kai-Shek en el noreste de China de noviembre de 1945 a julio de 1947. Retomó el mando en la zona a finales de octubre de 1948 para encargarse de la evacuación de los restos de los ejércitos que no habían sido desbaratados en la campaña de Liao-Shen. A continuación pasó al sur de la provincia de Anhui; allí participó en los combates de la campaña de Huai-Hai, en la que fue derrotado y apresado por el enemigo.